# Isopogon buxifolius
Isopogon buxifolius (лат.) — кустарник, вид рода Изопогон (Isopogon) семейства Протейные (Proteaceae), эндемик юго-западного региона Западной Австралии. Прямостоячий кустарник с яйцевидными, эллиптическими или продолговатыми листьями и соцветиями розовых цветков.

## Ботаническое описание
Isopogon baxteri — прямостоячий кустарник высотой 0,3-1,7 м с опушёнными красноватыми или коричневатыми веточками. Листья имеют яйцевидную, эллиптическую, продолговатую или яйцевидную форму с более узким концом у основания длиной 8-35 мм с небольшим остриём на кончике. Цветки расположены в виде более или менее сидячих шипов длиной до 20 мм, окружённых листьями. Несколько обволакивающих прицветников копьевидной формы, цветки длиной 10-15 мм розовые и более или менее гладкие. Цветение происходит с июня по декабрь. Плоды представляют собой опушённые шаровидные орехи, сросшиеся в чашеобразную плодовую головку длиной около 10 мм.

## Таксономия
Впервые этот вид был описан в 1810 году Робертом Броуном в Transactions of the Linnean Society of London.
В 1870 году Джордж Бентам описал четыре разновидности I. buxifolius во Flora Australiensis и два из них приняты Австралийской переписью растений:
- Isopogon buxifolius R.Br. var. buxifolius[7], который имеет в основном яйцевидную форму длиной 10-15 мм и цветет в основном с июля по декабрь[8][9].
- Isopogon buxifolius var. obovatus (R.Br.) Benth.[10] (первоначально описанный в 1830 году Робертом Брауном как Isopogon spathulatus var. obovatus)[11][12], который имеет продолговатые или яйцевидные листья с более узким концом к основанию, длиной 15-35 мм и 7 −14 мм в ширину, цветение в основном с июня по октябрь[13][14].

Разновидности Бентама I. buxifolius var. linearis и var. spathulatus теперь рассматриваются как синонимы I. spathulatus.

## Распространение и местообитание
I. buxifolius — эндемик Западной Австралии. Разновидность I. buxifolius buxifolius растёт в болотистых местах между Колли, Денмарк и Албани и var. obovatus произрастает на супеси над латеритом на небольшой территории между хребтом Стерлинг, мысом Риш и заливом Бремер.

## Охранный статус
Международный союз охраны природы классифицирует природоохранный статус вида как «уязвимый». I. buxifolius buxifolius классифицируется как «второй приоритет» Департаментом парков и дикой природы правительства Западной Австралии, что означает, что он малоизвестен и только из одного или нескольких мест и I. buxifolius obovatus как «третий приоритет», что означает, что он малоизвестен и известен лишь из нескольких мест, но не находится под непосредственной угрозой.